# Бланк, Александр Исаакович
Алекса́ндр Исаа́кович Бланк (2 марта 1938 — 23 октября 2000) — советский кинорежиссёр, актёр, Заслуженный деятель искусств Российской Федерации (1999).

## Биография
Александр Бланк родился 2 марта 1938 в Москве.
С 1957 — сотрудник московских газет, актёр различных московских театров.
С 1958 — помощник режиссёра киностудии «Мосфильм».
В 1967 окончил режиссёрский факультет ВГИКа (мастерская Б. Долина).
Жена — Каплун Изольда Львовна (род. 1946), секретарь приемной комиссии Союза кинематографистов России. Дочь — Лика Александровна Бланк
Александр Бланк скончался 23 октября 2000 года.
Похоронен на Востряковском кладбище.

## Фильмография
- 1966 — Первая любовь
- 1973 — Цемент
- 1976 — Тимур и его команда
- 1979 — Цыган
- 1982 — Профессия — следователь
- 1985 — Возвращение Будулая
- 1987 — Доченька
- 1989 — Зима в раю
- 1991 — Привал странников